# Moritz von Ebner-Eschenbach

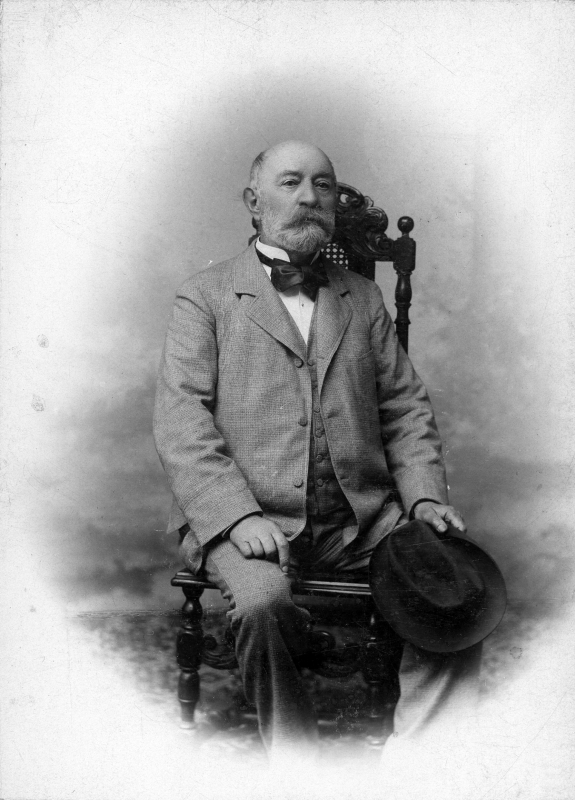
Moritz von Ebner-Eschenbach

 Moritz Freiherr Ebner von Eschenbach (* 27. November 1815 in Wien; † 28. Jänner 1898 ebenda) war ein österreichischer Techniker, Erfinder, Militärschriftsteller und Feldmarschallleutnant.

## Leben
Sein Vater war der Feldmarschallleutnant und Prodirektor des Ingenieurkorps Wenzel Freiherr Ebner von Eschenbach († 1820, Ritterkreuz des Militär-Maria-Theresia-Ordens 1795 bei Mannheim als Major), der aus verarmter Familie stammte und seine Laufbahn als Handschuhmacherlehrling begonnen hatte. Er stammte aus einer böhmischen Seitenlinie des Nürnberger Patriziergeschlechts Ebner von Eschenbach, deren genaues Verhältnis zur Hauptlinie bislang allerdings nicht geklärt ist. Er hatte als 66-jähriger Witwer mehrere Jahre nach dem Tod seines 1809 bei Aspern gefallenen Sohnes, des Generalstabshauptmanns Nikolaus Freiherr Ebner von Eschenbach, dessen Braut Helene Gräfin Dubsky geheiratet.

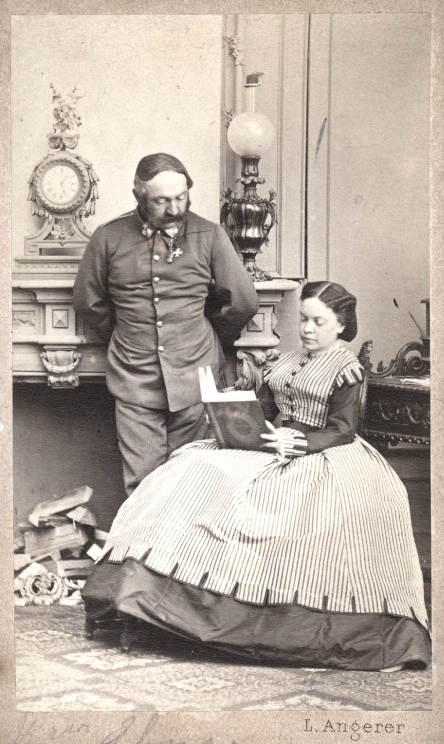
Moritz von Ebner-Eschenbach mit seiner Ehefrau Marie, um 1865

Moritz entstammte dieser späten, ungewöhnlichen Ehe seines Vaters. Nachdem in den Napoleonischen Kriegen zahlreiche Mitglieder beider Familien gefallen waren, wünschte man für ihn eine zivile Karriere und er erhielt einen Freiplatz am Theresianum. Doch wurde ihm nach dessen Abschluss sein dringender Wunsch, Soldat zu werden, nicht verwehrt und er konnte ab 1834 die Ingenieurakademie besuchen. 1837 wurde er zum Ingenieurleutnant ausgemustert. Bereits 1840 wurde der hochbegabte junge Offizier, der sich im Selbststudium fortbildete, als Professor für Chemie und Physik an die Ingenieurakademie berufen. 1848 heiratete er als Hauptmann seine blutjunge Cousine Marie Gräfin Dubsky, eine Nichte seiner Mutter, deren Begabung er förderte und die als Marie von Ebner-Eschenbach (1830–1916) eine der bedeutendsten Schriftstellerinnen Österreichs wurde. Bis 1850 lebten die Eheleute in Wien und zogen anschließend nach Klosterbruck bei Znaim, denn damals wurde die Ingenieurakademie dorthin verlegt. In dieser Zeit trat das Ehepaar Ebner-Eschenbach in Kontakt mit dem dichtenden Oberleutnant Weil und anderen Persönlichkeiten aus Literatur und Kunst.
Ebner-Eschenbach machte Erfindungen auf den militärischen Anwendungsgebieten der Elektrizität im Nachrichten-, Beleuchtungs-, Seeminen- und Torpedowesen. 1863 wurde er korrespondierendes Mitglied der Akademie der Wissenschaften. Kein Geringerer als Ernst Mach stellte ihm das Zeugnis aus, es sei ihm vorzüglich gelungen „1. die veraltete Minenzündung durch die elektrische zu ersetzen; 2. die elektrische Telegraphie für den Felddienst verwendbar zu machen; 3. einen Scheinwerfer zu construieren, der dem Feinde den Vorteil der ungestörten Nachtarbeit entziehen sollte.“ Der ihm freundschaftlich verbundene Admiral Wilhelm von Tegetthoff rühmte seine besonderen Leistungen für die Marine. Auch um die Weltausstellungen in Paris (1867) und Wien (1873) machte er sich verdient. Seine letzte Dienststellung war die Leitung des Geniewesens des Wiener Korps. 1874 wurde er in den Ruhestand versetzt und zum Feldmarschallleutnant befördert. Seine vorzeitige Pensionierung soll die Quittung für zu große Aufrichtigkeit bei der Erstellung von Gutachten gewesen sein.
1856 kehrte das Ehepaar Ebner-Eschenbach nach Wien zurück, das neben Marie von Ebner-Eschenbachs Schloss in Zdislawitz ihr Hauptwohnsitz war. Die Ehe blieb kinderlos, sodass mit dem Tod seiner Frau die österreichische Linie der Familie 1916 im Mannesstamm ausstarb.

## Erfindungen
Die Erfindungen Ebner von Eschenbachs waren eine elektrische Minen-Zündung, Torpedos und Scheinwerfer.

## Genealogisches
Der Vater des Moritz Ebner von Eschenbach, Wenzel von Ebner, erhielt 1796 durch kaiserliche Gnade den Zusatz „von Eschenbach“. Derzeit liegt kein offenkundiger familiärer Zusammenhang zwischen dem österreichischen und dem fränkischen gleichnamigen Geschlecht Ebner von Eschenbach vor.